# Cyclophorus novo-guinense
Cyclophorus novo-guinense là một loài dương xỉ trong họ Polypodiaceae. Loài này được Nakai mô tả khoa học đầu tiên năm 1926.
Danh pháp khoa học của loài này chưa được làm sáng tỏ. 